# Sergej Skrebec
Sergej Skrebec, bělorusky Сяргей Мiкалаевич Скрабец, rusky Сергей Николаевич Скребец (* 25. října 1963 Lida, Hrodenská oblast) je běloruský politik, poslanec Poslanecké sněmovny Běloruského parlamentu 2. svolání, lídr Běloruské sociálně demokratické strany Svoboda, kandidát na pozice prezidenta Běloruské republiky v roce 2011.

## Životopis
Sergej Skrebec se narodil v městě Lida, Hrodenské oblasti Běloruské republiky. Má dva vysokoškolských vzdělaní. Absolvoval Běloruskou národní technickou univerzitu a Běloruskou státní univerzitu.
1985-1990 - inženýr ve vědeckovýzkumném ústavu prostředků automatizace Agat.
1990-1991 - obchodní ředitel minského vědeckého centru Minsk-Partner.
1991-1992 - vedoucí oddělení obchodu a marketingu Centru zaměstnání mládeže a studentu.
1993-1997 - obchodní ředitel společnosti Taykof.
1997-2000 - generální ředitel uzavřené akciové společnosti Obchodní dům Bel-Babajevskoe.
2000–2004 - poslanec Sněmovny reprezentantů Národního shromáždění Běloruské republiky, náměstek předsedy komise pro státní rozpočet, finance a daňovou politiku. Od roku 2003 vedoucí poslanecké skupiny Republika.